# История балета
История балета — период развития сценической хореографии от её возникновения, становления классической формы как отдельного самостоятельного жанра театральной культуры и до современных её форм XXI века.

## Балет в Италии
В конце Средневековья появился интерес к классическому прошлому, который привёл к Ренессансу. Во время Ренессанса внимание сместилось с общества в целом на отдельную личность. В результате, в этот период на танцоров стали смотреть как на идеальных людей.
Наиболее выдающиеся усовершенствования в хореографии во время Ренессанса были произведены в городах-государствах на территории современной Италии. Балет возник при дворах как развитие торжественных спектаклей, которые ставились во время праздников для аристократов. Придворные музыканты и танцоры вместе участвовали в развлечении знати.
Балет Ренессанса был гораздо беднее современного. Пачки и пуанты ещё не были в использовании. Хореография была создана на основе шагов придворных танцев. Актёры одевались в костюмы по тогдашней придворной моде. В ранних балетах зрители также могли принимать участие в танцах в последних действиях.

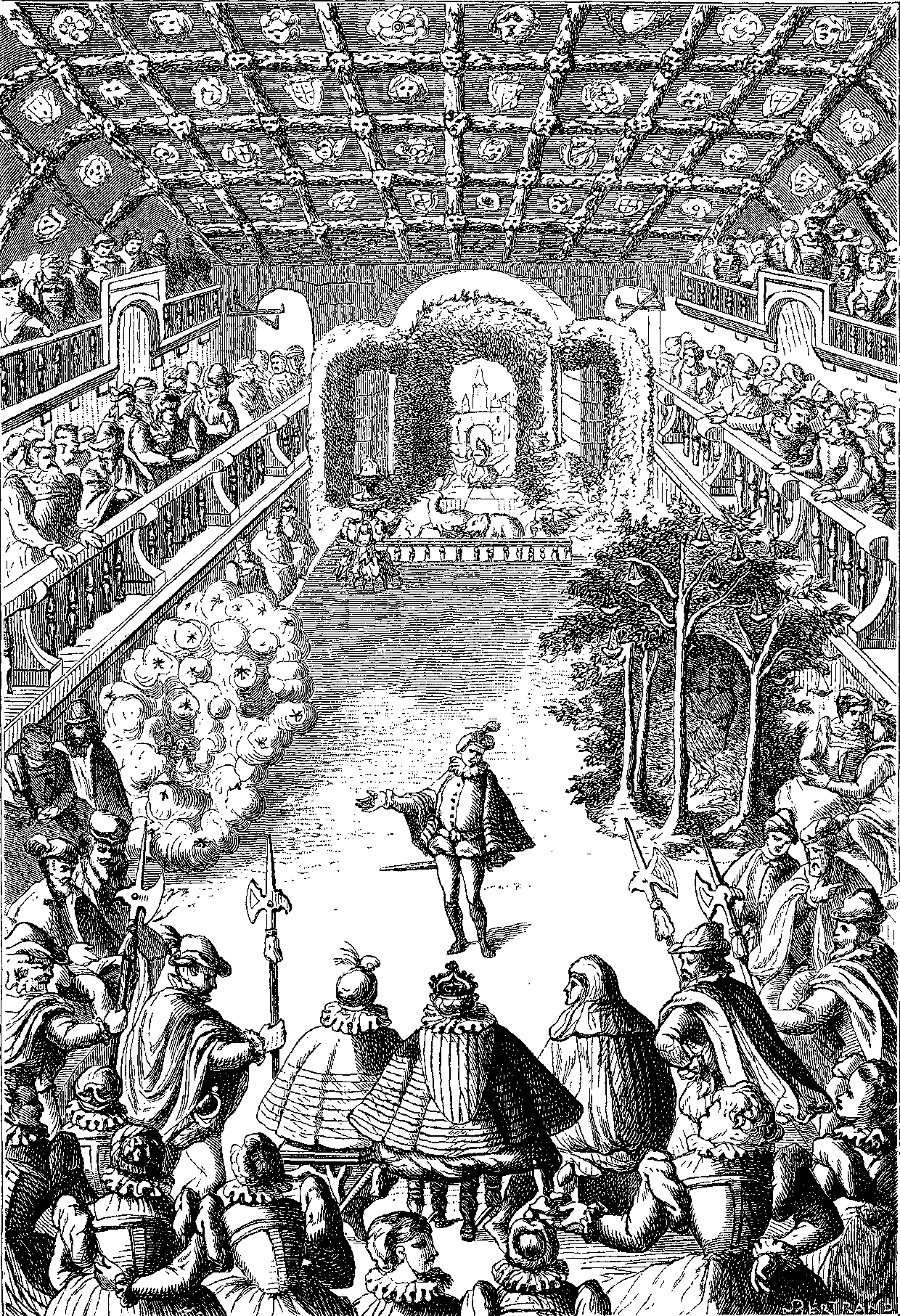
Гравюра первой сцены в Ballet Comique de la Reine.

В XV веке людей, которых можно было бы назвать хореографами, было совсем немного. Сейчас известны лишь те из них, которые писали о танцах; работы остальных утеряны. Доменико из Пьяченцы (Domenico da Piacenza), или Доменико Феррарский (Domenico da Ferrara) был одним из таких хореографов. Вместе со своими учениками Antonio Cornazzano и Guglielmo Ebreo он преподавал танцы дворянам. Доменико написал одну работу De arte saltandi et choreus ducendi («Про искусство танца и ведение танцев»), которая была создана вместе с его учениками. Доменико, вероятно, наиболее известный хореограф эпохи, так как после него осталось много описаний его работ.
В своей книге Доменико использовал слово ballo вместо слова danza, хотя они оба означают танец по-итальянски. Поэтому его танцы стали известны как baletti или balli (мн. ч.), balletto (ед. ч.). Вероятно от
этого слова и произошло современное слово «балет». В 1489 году в Тортоне (Италия) на пирах у Бергонцио ди Битта (Bergonzio di Botta), танец, называвшийся entrée, начинал каждую часть пира. Некоторые историки рассматривают это как первый балет.
В XVI веке в Северной Италии появились так называемые spectaculi — грандиозные представления. Они включали не только танцы, но и конные представления и битвы. Отсюда возникло слово spectacle, используемое во французском языке при разговорах о балете.
Когда Екатерина Медичи, итальянская аристократка, имевшая интерес к искусствам, вышла замуж за наследника французского престола Генриха II, она принесла свой интерес к танцам во Францию. Она же была первым спонсором балетов. Тогдашние балеты сочинялись на мифологические темы.
Екатерина Медичи как «Королева Мать» Франции устраивала грандиозные spectaculi. Одним из заметных был «Польский балет» (Le Ballet des Polonais), который был поставлен к визиту польских послов в 1573 году.
Возможно одним из первых традиционных балетов был Комедийный балет королевы (1581) поставленный Бальтазаром де Божуайё (фр. Balthasar de Beaujoyeulx; урождённый Баьдассаре да Бельджойозо, итал. Baldassare da Belgiojoso), который представлял собой балетную драму. Его смотрели десять тысяч зрителей и он длился с 22:00 до 3:00. Тогда балет включал не только танцы, но и разговоры и элементы драмы, и поэтому его продолжительность была так велика. Он был назван baleto-comique (comique означает «драма», а не «комедия») .
В том же году трактат Il Ballarino авторства Фабрицио Карозо, представлявший собой руководство по изучению придворных танцев, как социальных так и для спектаклей, утвердило Италию как центр развития танцевальной техники.
В течение следующих 50 лет танец постепенно вытеснил из балета элементы драмы. Балетные представления теперь давали не только при дворе, но и в театрах за деньги.
В это время дворяне, включая Людовика XIV, исполняли в балете роли разной важности. Это делало фоновые роли и роли отрицательных героев более престижными.
В 1584 году появился театр Teatro d’Olympico с просцениумом в Вероне, Италия.
В 1588 году появилась первая французская книга о танцах Orchésographie авторства Туано Арбо. В ней было описание выворотности.

## XVII век — Франция и придворные танцы
Балет выработался как отдельное искусство, нацеленное на создание спектаклей, во Франции во время правления Людовика XIV, который имел страсть к танцам и прекратил упадок стандартов танцев, который начался в XVII веке.
Когда Людовик XIV был коронован, его интерес к танцам сильно поддерживался рождённым в Италии кардиналом Мазарини, который помогал Людовику XIV. Юный король мальчиком сделал свой дебют в балете.
Существенное влияние на французские спектакли оказал итальянский композитор и хореограф Жан-Батист Люлли (итал. Giovanni Baptista Lulli, 1632—1687), приехавший во Францию с подачи Мазарини. Люлли сделался одним из любимых танцоров короля и представлял короля как лучшего танцора во Франции.
Поддерживаемый Людовиком XIV, Люлли часто помещал короля в свои балеты. Титул «Король-солнце» происходит от его роли в Le Ballet de la Nuit (1653) поставленном Люлли.
В 1661 году Людовик XIV основал Королевскую академию танца (фр. Académie Royale de Danse) в комнате Лувра. Это была первая в мире балетная школа. Она развилась в компанию, позже известную как «Балет Парижской оперы». Люлли, служивший при французском дворе, железной рукой руководил Королевской Академией Танца. Он сыграл важную роль в определении общего направления развития балета на следующее столетие.
Основным вкладом Люлли в балет было его внимание к нюансам композиций. Его понимание движений и танцев позволяло ему сочинять музыку специально для балетов, с музыкальными фразами, соответствующими физическим движениям. Он также сотрудничал с французским драматургом Мольером. Вместе, они взяли итальянский театральный стиль, комедию масок (Комедия дель арте), и приспособили его в своих работах для французских зрителей, создав comédie-baleto. Среди их наиболее важных творений был «Мещанин во дворянстве» (1670). Пьер Бошан (1636—1705), другой придворный танцор и хореограф, также сотрудничал с ними, ставя танцевальные взаимодействия между драматическими частями. Пьер Бошан был преподавателем танцев Людовика XIV.
Пьер Бошан продолжил работу над танцевальной терминологией. Самые ранние упоминания принятых сегодня позиций ног в балете описаны в его работах.
Пять позиций ног и выворотность, которая есть в каждой из позиций, могут быть объяснены также тем, что балет возник на основе придворных танцев. В придворных танцах XVII века нередко участвовали дворяне, многие из которых были обучены фехтованию, поэтому некоторые приёмы фехтования, такие как выворотные положения ног и позиции рук, были использованы в балетной хореографии.
Существующая общепринятая терминология классического балета представлена на французском языке, однако она сохранила некоторые первоначальные итальянские названия.
В 1669 году Людовик XIV основал Королевскую Академию Музыки (Académie Royale de Musique), её руководителем стал Люлли. В 1670 году здоровье Людовика XIV ухудшилось до такой степени, что он прекратил танцевать. Вслед за ним аристократы также оставили сцену, и балет стал оформляться как занятие для профессионалов, на которых высшее сословие смотрело уже исключительно из зрительного зала.
Позднее Люлли стал первым постановщиком театра Королевской Академии Музыки, когда она развилась настолько, чтобы включать танцы. Люлли соединил итальянский и французский балеты, создав наследство, которое должно было определить будущее балета.
В 1672 году Люлли основал танцевальную академию в Королевской Академии Музыки. Эта танцевальная компания существует до сих пор как Балет Парижской оперы, являясь старейшей непрерывно работающей балетной труппой мира.
Серьёзность Люлли в изучении танцев привела к развитию профессиональных танцоров, которые стали отличаться от просто людей из числа придворных, способных танцевать. Кроме того, в балете появились два различных стиля — величественный, дворянский, свойственный придворному балету, и виртуозный, ранее возможный только у профессиональных актёров.
До 1681 года в исполнении балета участвовали только мужчины. В 1681 году Люлли поставил Le Triomphe de l’Amour. Одной из четырёх танцовщиц, участвовавших в спектакле, была мадмуазель Ла Фонтен (1665—1738), имена трёх остальных сейчас неизвестны. Ла Фонтен, которая с этого времени стала называться «королевой танцев», считается первой балериной — женщиной-профессиональной танцовщицей. В это же время первыми (то есть ведущими) танцовщиками были Луи Летанг (ум. ок. 1739) и Луи Пекур (1655—1729).
В 1687 году Люлли поранился, случайно проткнув себе стопу тростью, которой отбивал такт, и от полученного заражения крови скончался.
В это время балет обычно исполнялся в составе тех же театральных постановок, что и опера, в форме спектакля, называемой опера-балет (opéra-ballet). Музыкальная академия, которой управлял Люлли, создала стандарт оперы-балета. Люди желали танцев в той же или большей степени, чем музыку. Андре Кампра, автор оперы-балета «Галантная Европа» (1697), решил сделать его более популярным, удлинив танцы и укоротив юбки танцовщиц, которые тогда уже прочно заняли место в качестве исполнительниц рядом с мужчинами.

## XVIII век — развитие балета как формы искусства

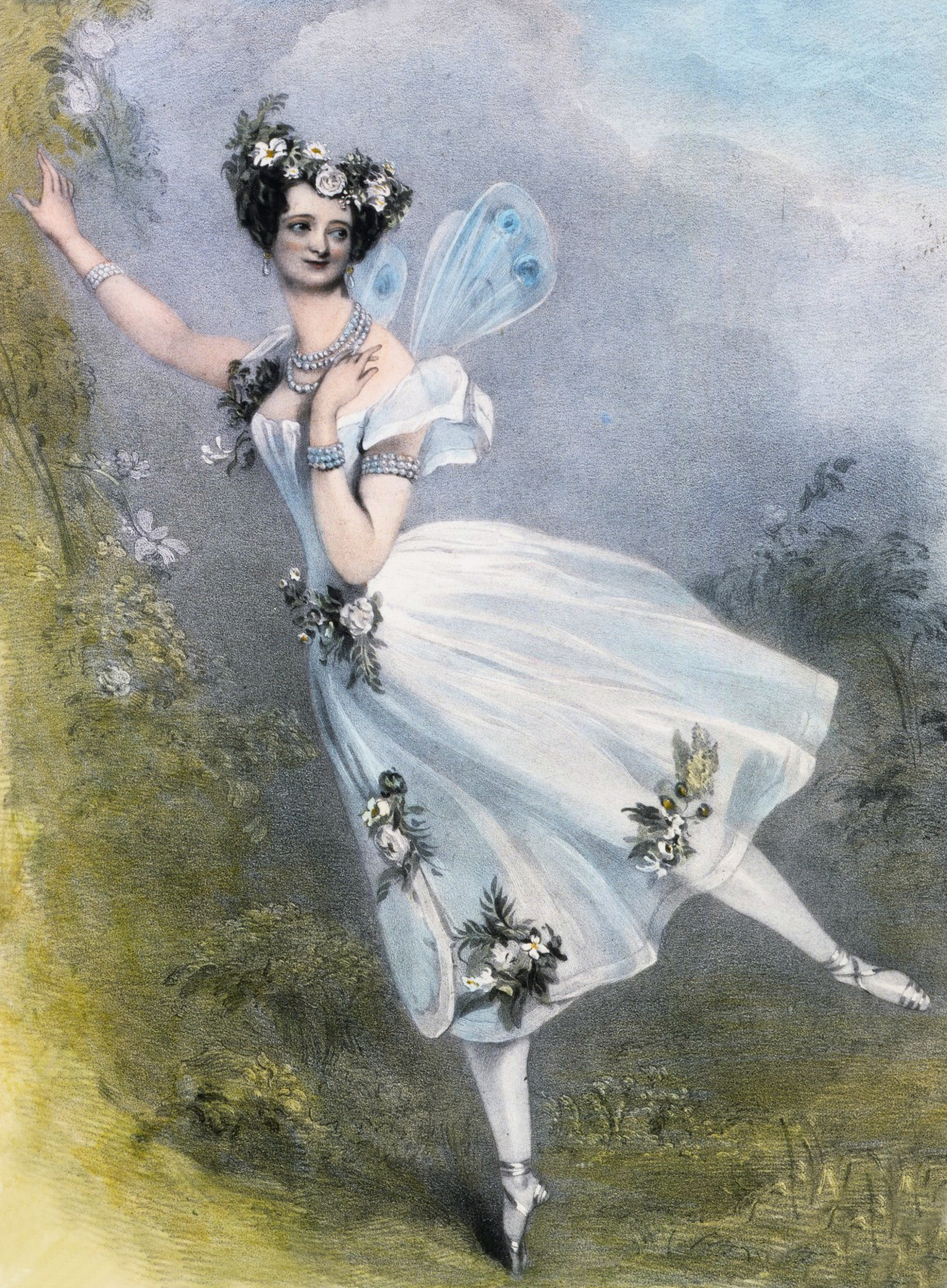
Мария Тальони, первая Сильфида

Некоторые композиторы — например, Глюк — внесли существенные изменения в композицию балета. В результате балет был разделён на три вида: sérieux (серьёзный), demi-caractère (полу-характерный) и comique (комический). Балетные вставки стали использовать в операх в качестве связок.
В 1700 году Рауль-Ожер Фейё опубликовал свой трактат Choréographie, ou l’art de décrire la danse. Слово choréographie в названии книги произошло от греческих khorea (танцевать) и graphein (писать); отсюда появился термин «хореография». Эта книга описывала как сценические танцы, так и бальные. В ней делалась попытка создать способ записи танцев, аналогичный записи музыки. Хотя этот способ записи никогда не был завершён и стандартизирован, он используется и сейчас, так как никакая другая система не была выработана. В 1700 году уже использовались многие и ныне обычно используемые слова для описания балетных движений, например cabriole, chassé, entrechat (антраша), jeté, pirouette (пируэт), sissone.
В 1713 году Парижская опера основала свою собственную танцевальную школу, в которой преподавалась техника танцев на основе сочинений Фёйе. В 1713 году Королевская Академия Танца была присоединена к Парижской опере.
В 1725 году вышла книга Мастер танцев авторства Пьера Рамо (1674—1748), бывшего ранее учителем танцев королевы Испании. В этой книге Рамо впервые формально даёт пять позиций ног.
В это время французские танцоры уделяли внимание элегантности, а итальянские — акробатике. Во Франции, в танцевальных частях оперы-балета рассказ продолжался, в то время как в Италии танцы вставлялись просто для того, чтобы зрители не слушали непрерывное пение слишком долго.
Выдающиеся танцоры-мужчины того времени — Мишель Блонди (1677—1747) и Клод Балон (1676—1739). Фамилией последнего, возможно, был назван термин ballon, обозначающий способность замирать во время прыжка в воздухе. Женщины всё ещё играли менее важную роль в балете, чем мужчины, так как они начали танцевать позже и вынуждены были носить тяжёлые костюмы. Выдающимися танцовщицами этого поколения были Мария-Тереза де Сублиньи (1666—1735) и Франсуаза Прево (1680—1741), танцевавшие наравне с Блонди и Балоном.
Прево стала претендовать на известность после успеха сольной постановки Les charactès de la Danse, представляющей несколько романсов, где она играла обе стороны. В этой же постановке были задействованы две её ученицы, ставшие соперницами по сцене, — Мари Салле (1701—1756) и Мари-Анн де Кюпи де Камарго (1710—1770). Камарго дебютировала в 1726 году, её конкурентка Салле — в 1727-м. В 1733 году Салле танцевала в «Пигмалионе», будучи одетой лишь в античную тунику.
Камарго делала акцент на чистом танце. В сольных номерах она концентрировалась на прыжках и вырабатывала шаги со множеством заносок (batterie). Салле стала известной из-за невероятной способности показывать характеры. Поэтому она преобразовала соло своего преподавателя в дуэт, что дало возможность взаимодействовать с партнёром. Как Камарго, так и Салле способствовали укорочению костюма балерины: они танцевали в более коротких юбках, но и эти были едва выше щиколотки. В таких более коротких юбках балерины должны были надевать calçons de précaution (précaution означает «предотвращать», «беречься»), чтобы зрители не видели ничего «непристойного».
В 1735 году Жан-Филипп Рамо поставил оперу-балет «Галантная Индия», в основе которой четыре любовные истории в разных экзотических ситуациях. В ней танцоры безусловно исполняют балет, так как танцы для балета и танцплощадки уже признаны как отличающиеся друг от друга. Выворотность ног рассматривается как важная часть балета, который тогда требовал почти полного (на 180 градусов) разворота ног.
В 1738 году Жан-Батист Ланде положил начало балетной школе в России. Его танцевальные классы со временем выросли в полноценное театральное (после революции 1917 года — исключительно балетное) учебное заведение: Академию русского балета имени А. Я. Вагановой , которое является одной из старейших балетных школ в мире.
В 1739 году в Париже дебютировала итальянка Барбара Кампанини (1721—1799), ставшая известной как Ла Барбарина. В то время как танцовщица  La Carmargo отлично делала entrechat-quatre — прыжок, в котором ноги перекрещиваются или ударяют друг друга два раза, La Barbarina могла сделать entrechat-huit, прыжок с четырьмя ударами.
С середины 30-х годов XVIII века усилилось внимание к балету в Англии.  Английский хореограф Джон Уивер (1673—1760) создал ballet d’action (действенный балет), то есть балет без разговоров. Весь рассказ передавался в нём с помощью танцев и пантомимы. Его наиболее амбициозным проектом был балет Любовь Марса и Венеры, в котором участвовали Луи Дюпре (1697—1774), первая английская балерина Эстер Сантлоу (1690—1773) и сам постановщик. Хотя постановка Любовь Марса и Венеры была хорошо оценена, спектакль вскоре был забыт, и Уивер не получил заслуженного признания. Идею действенного балета использовали в своих постановках итальянец Гаспаро Анджолини (1731—1803) и ученик Дюпре, швейцарец Жан-Жорж Новерр (1727—1810), которого называли «Шекспиром балета».
В 1758 году Жан-Жорж Новерр ставит свой первый балет в Лионе и пишет свои теоретические «Записки о танце». В 1760 году он опубликовал свою книгу Lettres sur la danse et les ballets («Письма о танце и балетах»), где рассказывал о постановке ballet d’action (действенный балет), в котором перемещения танцоров разрабатывались для выражения смысла и передачи рассказа. Эта книга имела большое значение, так как благодаря ей XVIII век был периодом усовершенствования технических норм балета и периодом, когда балет стал серьёзной драматической формой искусства наряду с оперой. Чтобы всё происходящее на сцене было как можно правдивее, Новерр основным способом драматургии избрал пантомиму.
К середине XVIII века многие монархические дворы в Европе старались быть похожими на Версаль. Оперные театры открывались повсюду. Танцоры и преподаватели легко находили себе работу.
В это время женщины-танцовщицы играли вспомогательную роль, так как они были одеты в кринолины, корсеты, парики и носили высокие каблуки. В таких костюмах танцевать было трудно, а кожаные маски мешали выражению чувств. Новерр внёс вклад в изменение традиционного костюма балерин и в 1763 году поставил «Ясона и Медею» без масок. Выражения лиц танцоров стали видны, и огромная выразительность спектакля сильно впечатляла зрителей.
В 1772 году Максимилиан Гардель прекратил использовать свою маску.
В 1780 году в Филадельфии (Пенсильвания, США) выступает Джон Дюрн, первый американский танцор.
В 1783 году русская императрица Екатерина II создаёт Императорский Театр Оперы и Балета в Санкт-Петербурге, для которого сразу же строится здание Большого Каменного театра.
Во второй половине XVIII века в Парижской опере доминировали такие танцовщики-мужчины, как ученик Дюпре, виртуоз итальянского происхождения Гаэтано Вестрис и его сын Огюст, прославившийся своими прыжками. Женщины также улучшали свою балетную технику: немка Анна Хайнель (Anne Heinel) стала первой танцовщицей, выполнившей двойной пируэт.
В 1789 году в Большом театре Бордо ученик Новерра Жан Доберваль (1742—1806) поставил для своей жены, танцовщицы Мари-Мадлен Крепе (1760—1796) один из первых балетов о людях среднего класса — Le Ballet de la Paille. Балет, в котором мать пыталась устроить выгодный брак для своей дочери, стал известен под названием «Тщетная предосторожность».
Доберваль находился в Бордо, подальше от столицы, из-за событий французской революции. Здесь в труппе под его руководством танцевали итальянцы Сальваторе Вигано (1769—1821) и его жена Мария Медина. Вигано, чей театральный гений сравнивали с шекспировским, вновь после Новерра повернул балет в сторону хореодрамы. Для него Бетховен сочинил свой единственный балет — «Творения Прометея».
Вместе с французской революцией пришла и революция в балетных фасонах, что видно из рисунков Вигано и его жены. Костюмы Вигано были гораздо легче предыдущих. Его жена надевала лёгкие парящие костюмы с вырезом, похожим на французскую имперскую линию, и оба танцора надевали мягкую гибкую обувь. В 1790-х годах прекратилось использование обуви с каблуком в балете. У мужчин появившиеся обтягивающие штаны до колен и чулки, что позволяло видеть фигуру танцора. Более лёгкая одежда облегчала выполнение пируэтов и прыжковых движений.
В 1791 году первая американская балетная компания выступает в Чарльстоне, Южная Каролина, США.

## Предромантическая эпоха
В начале XIX века балет находился в переходной фазе развития, называемой предромантической. В предромантическую эпоху танцоры мужчины достигли своего пика.
Итальянский хореограф Карло Блазис (Carlo Blasis) (1797 (по некоторым источникам 1795 или 1803) — 1878), один из учеников Вигано, преподавал следующему поколению танцоров так, чтобы они продвинулись вперёд по сравнению с предыдущим поколением, и он опубликовал свои результаты в учебниках в Италии и потом в Англии, описывая более тонкие детали балета. В 1820 году Карло Блазис написал Элементарный трактат о теории и практике искусства танца. Танцевальная техника начала XIX века была описана в его Кодексе Терпсихоры (1830). Считается, что он является изобретателем позы attitude, придуманной на основе известной работы фландрийского скульптора Giambologna, изображающей бога Меркурия, легко держащего равновесие на пальцах левой ноги.
В предромантическую эпоху балета танцоры впервые начали танцевать на кончиках пальцев ног. Самое раннее изображение женщины, танцующей на пальцах ног — изображение Фанни Бэс (Fanny Bias) 1821 года, но, возможно, Женевьева Госселен (Geneviève Gosselin) танцевала на пальцах ещё в 1815 году. Однако традиционно считается, что первой танцовщицей, танцевавшей на пальцах, была знаменитая итальянка Мария Тальони (Marie Taglioni) (1804—1884), которая встала на кончики пальцев в 1822 году — в возрасте 18 лет, и если до неё стояние на пальцах было всего лишь трюком, то для неё оно стало выразительным средством.
В 1828 году Мария Тальони дебютировала в Парижской опере.

## Балет в конце XIX и начале XX века
XIX век был периодом больших изменений в обществе, и это отразилось в балете, где произошёл переход к романтическому балету.
Романтизм был реакцией против формальных ограничений и механики индустриализации. Разум эпохи привёл хореографов к сочинению романтических балетов, которые выглядели как лёгкие, воздушные и свободные, что должно было быть контрастом к редукционистской науке которая, по словам Poe, «вывела дриад из лесов». Эти как бы нереальные балеты представляли женщин как деликатных, неземных, воздушных существ, которые могут быть подняты без труда и выглядят почти плавающими в воздухе. Балерины начали носить костюмы в пастельных тонах, с парящими вокруг ног юбками. Сценарии-либретто были на темы ужасных фольклорных духов.
Балерины Женевьевы Госселен, Мария Тальони и Фанни Эльслер экспериментировали с новыми техниками, такими как танцы на пальцах, которые заставляли фигуру казаться выше ростом и изящнее. Профессиональные либреттисты писали рассказы для балетов. Преподаватели — как, например, Карло Блазис, — описывали балетную технику в той базовой форме, которая используется и сейчас. Пуанты были изобретены для поддержки танцев на пальцах ног. Танцы на пуантах использовались, чтобы подчеркнуть сверхъестественные яркость и невещественность происходящего на балетной сцене.
В «1832 году Филиппо Тальони (Filippo Taglioni) (1777—1871), отец Марии Тальони, поставил для неё балет «Сильфида» (La Sylphide). Мария Тальони танцевала роль Сильфиды, сверхъестественного существа, которое полюбил и погубил обычный юноша.  Балет «Сильфида» оказал огромное влияние на темы, стиль, технику и костюмы балета. В «Сильфиде» Мария Тальони надевала костюм в форме колокола с корсажем их китового уса. На основе этого костюма через 50 лет была сконструирована романтическая балетная пачка.
Балетом «Сильфида» началась романтическая эпоха. Спектакль до сих пор не утратил своего значения и исполняется в театрах по сей день, оставаясь одним из старейших в истории балета.
Другой известный балет начала эпохи романтизма — «Жизель» (Giselle, ou Les Wilis), поставленный в Парижской опере в 1841 году, с хореографией Жана Коралли и Жюля Перро (Jean Coralli и Jules Perrot 1810—1892). Музыку написал Адольф Адан (Adolphe Adam). Роль Жизели исполняла Карлотта Гризи (Carlotta Grisi) (1819—1899), новая балерина из Италии. «Жизель» построена на контрасте человеческого и потустороннего миров, и в его втором действии духи-привидения, называемые виллисами, были одеты в белые юбки, вошедшие в моду после «Сильфиды».
В 1845 году в Театре Её Высочества в Лондоне Жюль Перро поставил Pas de Quatre.
По мере совершенствования нового умения танцевать на пуантах, женщины- танцовщицы приобретали всё большее значение. Лишь немногие мужчины были заметными в балете того времени. Одним из них был Жюль Перро, хореограф поставивший Pas de Quatre, Люсьен Петипа 1815—1898) и Артур Сен-Леон (1821—1870), который был не только отличным танцором, но и великолепным виолончелистом.
В России и Дании мужчины совершенствовались вместе с женщинами, в то время как балет в этих странах поддерживался монархическими дворами. Датчанином, оставившем наиболее заметный след в балете, был Август Бурнонвиль (Auguste Bournonville). После обучения в Дании и Париже, и выступлений в Парижской опере, Август Бурнонвиль вернулся на родину. Там в 1836 году он поставил свою версию «Сильфиды», с новой хореографией и новой музыкой; 16-летняя Люсиль Гран играла роль Сильфиды.

### Россия
Несмотря на то, что балет в современном понимании зародился во Франции, другие страны и культуры вскоре адаптировали для себя эту форму искусства. Россия имеет наиболее признанную традицию балета по сей день.
После 1850 года в Париже балет начал угасать. Он ещё был популярен, но рассматривался главным образом как представление с участием красивых женщин. В Лондоне балет к тому времени практически исчез со сцен оперных театров и переместился на эстраду.
Но в России и Дании балет процветал благодаря мастерам Августу Бурнонвиллю, Жюлю Перро, Артуру Сен-Леону, Энрико Чеккетти (Enrico Cecchetti) и Мариусу Петипа (Marius Petipa) (1818—1910), брату знаменитого танцора Люсьена.
Во Франции выступало много талантливых танцоров из Италии, в то время как в Россию приезжало много французов до того, как русские танцоры стали выступать в Петербурге. Одной из самых известных танцовщиц была Мария Данилова, которая отлично танцевала на пуантах и о которой вспоминали как о «российской Тальони». Она умерла в возрасте 17 лет в 1810 году.
В 1842 году Кристиан Йоханссон (1817—1903) сопровождал Марию Тальони в Россию и остался там, позднее он стал одним из наиболее заметных преподавателей в России.
Балет «Жизель» был в первый раз исполнен в России через год после парижской премьеры с Еленой Андреяновой (1819—1857) в роли Жизели. Она танцевала с Кристианом Йоханссоном и Мариусом Петипа, самыми знаменитыми танцорами российского балета.
В 1848 году Фанни Эльслер и Жюль Перро приехали в Россию. Перро остался на 10 лет в качестве руководителя Санкт-Петербургского Императорского Российского Балета (сейчас Балетная труппа Мариинского театра).
В 1852 году Лев Ива́нов (1834—1901), первый родившийся в России инноватор, закончил Императорское Балетное Училище.
Мариус Петипа ещё был ведущим танцором Санкт-Петербургского балета в 1862 году когда он создал свой первый балет из нескольких действий «Дочь фараона» для царского императорского театра. Это была невероятная фантазия на египетские темы, с оживающими мумиями и ядовитыми змеями. Этот балет привёл к появлению других балетов и, возможно, к тому что сейчас рассматривается как классический балет.
В 1869 году Мариус Петипа стал главным постановщиком Санкт-петербургского Императорского Российского Балета вместо Сен-Леона и оставался его руководителем следующие 30 лет. Петипа создал много балетов из одного или нескольких действий для постановки на императорских сценах России. В 1869 году он отправился в Москву и там поставил балет «Дон Кихот» для Большого театра в Москве.
Тогда Артур Сен-Леон вернулся в Париж и поставил «Коппелию», последний большой балет Парижской оперы. Франко-прусская война и осада Парижа привели к смерти балета в Западной Европе.
В 1877 году Петипа создал балет «Баядерка» для Императорского театра в Санкт-Петербурге.
В 1877 году была осуществлена первая постановка «Лебединого озера», балета, который теперь принято считать воплощением классического. «Лебединое озеро» на музыку Петра Ильича Чайковского был первым из так называемой «большой тройки» русского балета. Изначально созданный австрийцем Вензелем Ратцингером (1827—1892), балет «Лебединое озеро» был переработан многими хореографами; среди них Йозеф Хансен (1842—1907) и Мариус Петипа, создавший свою версию балета в 1895 году.
В 1880-е годы Петипа поставил в России два балета которые были очень успешны в Париже — «Жизель» и «Коппелию» (оригинальная постановка Сен-Леона 1870 года)
В 1889 году Мариус Петипа создал балет «Амулет».
В 1890 году Энрико Чеккетти (1850—1928) стал танцором и постановщиком Императорской балетной школы. Он родился в Риме, оба его родителя были танцорами и он у них учился. Также он учился у Джованни Лепри, ученика Карло Блазиса.
В 1890 году итальянская балерина Carlotta Brianza (1867—1930) была выбрана Петипа на роль в новом балете «Спящая красавица»). Этот балет — второй в «большой тройке» и один из основных классических балетов.
В 1892 году (хотя год остаётся открытым вопросом для историков) Мариус Петипа с дизайнером Иваном Всеволжским и вторым постановщиком Львом Ивановым создали балет «Щелкунчик» — третий в «большой тройке» русских классических балетов. Он основан на подслащённом французском пересказе рассказа авторства E. T. A. Hoffmann. «Щелкунчик» имеет огромную популярность в сотнях различных версий как рождественский балет. Премьера «Щелкунчика» состоялась в Мариинском Театре 18 декабря (6 декабря по использовавшемуся тогда в России юлианскому календарю) 1892 года.
Хореограф Мариус Петипа наиболее известен по своим совместным работам с композитором Петром Чайковским. Петипа использовал музыку Чайковского для своих танцев в «Щелкунчике» (1892), «Спящей Красавице» (1890), в окончательной версии «Лебединого озера» (1895, с Львом Ивановым).
В 1890-е году балет перестал быть большим искусством в Западной Европе и не существовал в Америке. Три человека, все из России, появились на сцене приблизительно одновременно и возродили интерес к балету во всей Европе и в Америке: Энрико Чеккетти, Сергей Дягилев (1872—1929) и Агриппина Ваганова (1879—1951).
В это время у балерин появилась классическая балетная пачка. Она состояла из короткой юбки, поддерживаемой слоями кринолина или тюля, и позволяла выполнение ногами акробатических трюков.
В 1895 году Петипа переделал «Лебединое Озеро», включив важные хореографические дополнения, одним из которых были знаменитые 32 фуэте.
В 1898 году Петипа поставил свой последний балет со использованием последних достижений того времени — «Раймонду» — балет в трёх действиях на музыку Александра Глазунова. Похожий по стилю на балеты Чайковского, балет «Раймонда» очень сложен в исполнении из-за большого разнообразия танцев.
В начале XX века хореографы начали уставать от идей и принципов балета Петипа и искали свежие идеи. Российский балет был уже более знаменит, чем французский, и многие российские танцоры имели международную известность. Вероятно, наиболее заметной балериной того времени была Анна Павлова (1881—1931), известная исполнением партии Умирающего Лебедя (1907).
В 1907 году Михаил Фокин  пытался изменить правила в отношении костюмов в Императорском Театре. Он считал «открытые зонтики» — как он называл балерин в пачках — надоевшими и неприличными. В его балете на греческие мотивы «Енис» (Eunice) танцоры казались босоногими. Иметь голые ноги было тогда против правил Императорского Театра, поэтому пальцы ног были нарисованы на обуви танцоров. Кроме того, Фокин использовал в своих постановках серьёзную музыку вместо танцевальной.
В 1909 году Сергей Дягилев привёз балет обратно в Париж, открыв свою компанию Ballets Russes. Среди танцоров Ballets Russes были лучшие молодые российские танцоры — Анна Павлова, Тамара Карсавина, Адольф Больм (1884—1951), Вацлав Нижинский (1889—1950), Вера Каралли. Ballet Russes открылись в Париже 19 мая 1909 года и тут же снискали успех. Танцоры-мужчины и среди них — Вацлав Нижинский, вызвали бурю восхищения, так как в тогдашнем Париже их почти не осталось. После русской революции 1917 года труппа эмигрировала из России.
Ballets Russes выступала большей частью в Западной Европе, иногда гастролируя в Северной и Южной Америках. 20 лет Сергей Дягилев доминировал в искусстве балета в Западной Европе и Америке.
После одного сезона в Ballets Russes, Анна Павлова основала свою собственную труппу, которая базировалась в Лондоне и много гастролировала по миру, бывая и в тех местах, куда Ballets Russes не приезжали. Анна Павлова посетила многие города в США, в том числе небольшие. Она не основала балетную школу или компанию в США, но своими выступлениями побудила заняться танцами многих девочек.
Ballets Russes стартовал, имея сильные российские знаковые работы. Однако, первым был показан «Павильон Армиды» Le Pavillon d’Armide, созданный под сильным французским влиянием. В исполнении Le Pavillon d’Armide и в Санкт-Петербурге и в Париже участвовал Вацлав Нижинский, известный как один из лучших прыгунов всех времён. Ballets Russes представила в Париже также балет ранее известный как Шопениана, так как вся музыка принадлежала Шопену. Для французских зрителей его переименовали в «Les Silphydes».
Дягилев и композитор Игорь Стравинский объединили свои таланты чтобы на основе русского фольклора создать балеты Жар-птица и Петрушка.
Энрико Чеккетти был одним из исполнителей Петрушки, играющие пантомиму так как он уже был в не очень хорошей физической форме. Энрико Чеккетти стал известен по ролям злой колдуньи в «Спящей Красавице» в постановке Петипа 1890 года. После он стал известен как создатель своего способа преподавания балета.
В 1913 году Нижинский создал новый балет Le Sacre du Printemps (русское название Весна священная, хотя буквальный перевод с французского «Посвящение весны»). Это была наиболее противоречивая работа Ballets Russes. Этот балет был поставлен на одноимённое произведение. Современная балетная музыка и тема жертвы человека сильно впечатляют зрителей. Впоследствии эта музыка была публично использована Диснеем в его «Фантазии».
Последняя важная постановка Ballets Russes в Париже была в 1921 и 1922 годах, когда Дягилев заново поставил версию Спящей Красавицы Петипа 1890 года. Её показ в течение четырёх месяцев не вернул вложенные финансовые средства, и это был фактически провал. Однако, Спящая Красавица вернула интерес зрителей к балету длиной в целый вечер.
В 1933 году после смерти Дягилева, Рене Блюм и другие основали Ballet Russe в Монте-Карло и продолжали дальше нести традиции балета. Позднее Блюм был убит в Освенциме нацистами.
После русской революции балет в России был сохранён А. В. Луначарским, первым народным комиссаром образования. После Луначарского большевики разрешали балет, если он был ярким и возвышенным. После революции в стране осталось небольшое количество талантливых людей, но этого было достаточно, чтобы воспитать новое поколение. После стагнации в 1920-х годах, в середине 1930-х новое поколение танцоров и хореографов появилось на сценах.
В 1930-е годы в Санкт-Петербурге (тогда Ленинград) Агриппина Ваганова была художественным руководителем того, что до того называлось Императорским Русским Балетом, и начала оставлять следы своей деятельности. В 1935 году балетная компания была переименована в Балет имени Кирова (сейчас Балетная труппа Мариинского театра). Будучи художественным руководителем, Ваганова выполняла государственные правила и изменила конец Лебединого озера с трагического на возвышенный.
Ваганова требовала технического совершенства и точности танца, она была ученицей Петипа и Чеккетти и до того руководила Императорской Балетной Школой, переименованной в Ленинградский Государственный Хореографический Институт, которая готовила танцоров для Балетной труппы Кировского театра. В 1957 году, через шесть лет после смерти Вагановой, правительство переименовало Ленинградский Государственный Хореографический Институт в Академию русского балета им. А. Я. Вагановой. Когда Балетная труппа Кировского театра начала ездить в западную Европу, Ваганова уже умерла. Способ преподавания балета Вагановой известен из её книги «Основы классического танца», которая была переведена на разные языки.
Балет был популярен у публики. И московская балетная труппа Большого театра, и ленинградская балетная труппа Кировского театра активно выступали. Идеологическое давление привело к созданию балетов социалистического реализма, большая часть из которых не впечатляла публику — позже они были исключены из репертуара обоих театров.
Некоторые произведения этой эпохи, однако, были заметными. Среди них — Ромео и Джульетта Сергея Прокофьева и Леонида Лавровского. В балете Пламя Парижа, имеющем все характерные черты искусства социалистического реализма, впервые был активно использован кордебалет. Удачной была также балетная версия Бахчисарайского фонтана по поэме Пушкина с музыкой Бориса Асафьева и хореографией Ростислава Захарова.
Известный балет Золушка с музыкой Прокофьева также является продуктом советского балета. В советскую эпоху эти постановки были большей частью неизвестны за пределами Советского Союза Социалистического лагеря. После распада Советского Союза они стали более известны. Ballets Russes во Франции балет приобрёл большее влияние, особенно в США.
В 1911 году была основана первая балетная компания в Америке, Балет Чикагской оперы.
В 1929 году появилась Концертная группа Дороти Александер, позже ставшая «Гражданским балетом Атланты».
В 1933 году Adolph Bolm основал Балет Сан-Франциско.
Из Парижа, после разногласий с Дягилевым, Фокин переехал в Швецию и затем в США и наконец устроился в Нью-Йорке. Он полагал что традиционный балет представляет собой лишь немногим большее чем миловидное атлетическое представление. Для Фокина этого было мало. Кроме технического искусства, он требовал наличия драмы, выразительности и историчности. По его мнению, хореограф должен исследовать эпоху, по которой ставится балет, и её культуру, и отказаться от традиционной пачки в пользу соответствующего эпохе костюма.
Фокин поставил Шехерезаду и Клеопатру. Он также заново переработал Петрушку и Жар-птицу. Одной из его наиболее известных работ был Умирающий Лебедь в исполнении Анны Павловой. Кроме своих талантов как балерина, Павлова имела театральные способности чтобы соответствовать представлению Фокина о балете как о драме.
Молодым танцором и хореографом с Ballets Russes был Георгий Мелитонович Баланчивадзе, чьё имя было впоследствии переделано на французский манер как George Balanchine (Джордж Баланчин). Он поставил несколько работ в Ballets Russes, наиболее известная из них Apollon Musagète (позднее Apollon) (1928), классическая работа неоклассицизма. Это был балет в одном действии в греческом стиле. После смерти Дягилева, Баланчивадзе ушёл из Ballets Russes, недолго попутешествовал в одиночку, став в конце руководителем компании Ballets 1933, которая однако вскоре закрылась. Линкольн Кирстейн пригласил Баланчивадзе в Америку. Кирстейн почти ничего не знал про балеты, а Баланчивадзе почти ничего не знал про Америку, кроме того что там появляются женщины похожие на Джинджер Роджерс. Баланчивадзе решил принять предложение и основать балет в Америке. Тогда Кирстейн начал перечислять балеты, которые он хотел бы увидеть в Америке, и первым в списке значилась «Покахонтас».
В 1933 или 1934 гг Кирстейн и Баланчивадзе основали Школу американского балета в Хартфорде, Коннектикут, которая дала свой первый спектакль, новую постановку, названную Серенада, в том же году. Баланчивадзе выработал образцовую технику в США, основав школу в Чикаго. В 1934 г. Школа американского балета переехала в Нью-Йорк, что было важнее. Баланчивадзе адаптировал балет к новым средствам, фильмам и телевидению. Продуктивный работник, Баланчивадзе также создал новые балеты. Он создал оригинальные толкования драм Шекспира — Ромео и Джульетта, Радостный вдовец, Сон в летнюю ночь. В балете Драгоценности Баланчивадзе нарушил традицию рассказа и драматизировал тему вместо графического представления.
Барбара Каринска, эмигрантка из России, была способным костюмером и сотрудничала с Баланчивадзе. Она повысила роль дизайна костюма со вспомогательной до важной части балетного спектакля. Она ввела косой край и упростила классическую балетную юбку, что дало танцорам дополнительную свободу движений. Со скрупулёзным вниманием к деталям она украшала юбки бисером, вышивкой, аппликацией.
Благодаря Баланчивадзе балет попал в Америку. Сейчас, отчасти благодаря Баланчивадзе, балет стал одним из наиболее сохраняемых танцев в мире. В Америке существует популярная ошибочная точка зрения, что балет пришёл из России.